# Jerzy Bartmiński
Jerzy Andrzej Bartmiński (ur. 19 września 1939 w Kruhelu Małym, zm. 7 lutego 2022 w Lublinie) – polski językoznawca, etnolingwista, folklorysta, slawista, profesor nauk humanistycznych, profesor zwyczajny Uniwersytetu Marii Curie-Skłodowskiej w Lublinie oraz Instytutu Slawistyki PAN, członek czynny Polskiej Akademii Umiejętności.

## Życiorys

### Wykształcenie i działalność naukowa
Od czasu II wojny światowej do 1947 wraz ze swoją matką, starszymi braćmi (Stanisławem i Marianem), a także urodzoną w 1941 siostrą Marią mieszkał na plebanii u swojego wujka Floriana Zająca, pełniącego w latach 1939–1948 funkcję proboszcza w Bączalu Dolnym. Jerzy Bartmiński rozpoczął naukę w szkole powszechnej w tej miejscowości. Studiował później filologię polską na Uniwersytecie Marii Curie-Skłodowskiej w Lublinie (studia ukończył w 1961). W 1971 po obronie pracy na temat języka folkloru uzyskał stopień naukowy doktora. Habilitował się w 1978 również na Wydziale Humanistycznym UMCS w oparciu o rozprawę poświęconą derywacji stylistycznej. W 1993 otrzymał tytuł profesora nauk humanistycznych.
Zawodowo był związany z Uniwersytetem Marii Curie-Skłodowskiej w Lublinie, w 1991 objął stanowisko profesora nadzwyczajnego, a w 1997 profesora zwyczajnego. Od 1976 kierował pracami zespołu badawczego, w oparciu o który powstał Zakład Tekstologii i Gramatyki Współczesnego Języka Polskiego. W latach 1992–2009 pełnił funkcję kierownika tej jednostki. Na UMCS pełnił m.in. funkcję prorektora ds. studenckich (1990–1993). Stworzył dwa nowe kierunki studiów – filologię ukraińską i białoruską. Jest współtwórcą Państwowej Wyższej Szkoły Zawodowej w Przemyślu (był dyrektorem Instytutu Polonistyki na tej uczelni i jej profesorem). Został również profesorem zwyczajnym w Instytucie Slawistyki PAN.
W 2008 został wybrany na członka korespondenta Polskiej Akademii Umiejętności, a 14 czerwca 2014 na członka czynnego tej instytucji w I Wydziale Filologicznym.
Był członkiem założycielem Instytutu Europy Środkowo-Wschodniej, do 2001 pełnił funkcję wiceprezesa zarządu tej instytucji. Zasiadał w jury Festiwalu Kapel i Śpiewaków Ludowych w Kazimierzu Dolnym, a także w Radzie Języka Polskiego (po raz pierwszy w 1999) oraz w radzie naukowej czasopisma „Język Polski”.
Był autorem około 300 publikacji. Jego książka Językowe podstawy obrazu świata była w 2007 nominowana do Nagrody im. Jana Długosza, przyznawanej autorom najbardziej znaczącego polskiego dzieła z dziedziny szeroko pojętej humanistyki o wybitnych wartościach poznawczo-naukowych. Do obszarów zainteresowań naukowych Jerzego Bartmińskiego wchodziły problemy tekstologii, odmiany i style, semantyka, słownictwo aksjologiczne, gatunki polskiego folkloru, składnia, kategorie językowe, etnolingwistyka (językowy obraz świata, stereotypy językowe).

### Działalność społeczna i polityczna
W latach 70. wraz z żoną Izabelą i we współpracy z księdzem Franciszkiem Blachnickim współtworzył pierwsze kręgi ruchu „Domowego Kościoła” (rodzinnej części ruchu oazowego „Światło-Życie”). Od 1962 do 1982 należał do Zjednoczonego Stronnictwa Ludowego. W 1980 wstąpił do „Solidarności”, był inicjatorem, współzałożycielem i przewodniczącym uczelnianych struktur związku, a także członkiem prezydium zarządu regionu. Należał do inicjatorów ruchu „Solidarność Rodzin”, stawiającego sobie zadanie m.in. odbudowania „łańcucha rąk dobrej woli” w Polsce. W stanie wojennym został internowany na kilkanaście dni w grudniu 1981. Od 1982 był zaangażowany w podziemną działalność związku.
W 1989 współtworzył miejski Komitet Obywatelski. W latach 1992–2003 przewodniczył Fundacji Ruchu Solidarności Rodzin, zajmującej się wyrównywaniem szans edukacyjnych i pomocą uczącej się młodzieży. W latach 1990–2005 był członkiem kolejno ROAD, Unii Demokratycznej i Unii Wolności.

## Życie prywatne
Syn Mieczysława i Franciszki z domu Zając, brat Stanisława, Mariana, Marii, Floriana i Jana. Siostrzeniec księdza Floriana Zająca. Dwukrotnie żonaty. 15 czerwca 1963 zawarł na Jasnej Górze związek małżeński z Izabelą z domu Górak (1942–1999), z którą miał sześcioro dzieci (w tym Jacka). Od 22 września 2001 był żonaty ze Stanisławą Niebrzegowską-Bartmińską.
Pochowany na cmentarzu przy ul. Unickiej w Lublinie.

## Odznaczenia i wyróżnienia
- Złoty Krzyż Zasługi (1989)
- Nagroda Polcul Foundation (1989)
- Nagroda im. Oskara Kolberga (1991)[4]
- Krzyż Kawalerski Orderu Odrodzenia Polski (1999)[17]
- Krzyż Oficerski Orderu Odrodzenia Polski (2014)[18]
- Krzyż Wolności i Solidarności (pośmiertnie, 2022)[19]
- Srebrny Medal „Zasłużony Kulturze Gloria Artis” (2016)[20]
- Nagroda „Zasłużony dla Polszczyzny” (2016)[21]